# Нарізна зброя

Гладкоствольна зброя
Нарізна зброя
Полігональна нарізка

Нарізнá зброя — артилерійські установки (гармати, гаубиці і ін.) і стрілецька зброя (гвинтівки, пістолети, автомати і ін.), в каналі люфи яких є наріз (гвинтові канавки) для додання снаряда (кулі) обертального руху, забезпечення стійкості в повітрі, підвищення дальності і купчастої стрільби.

## Історія
Перший зразок ручної нарізної зброї з'явився у Німецькому Аугсбурзі, наприкінці XV століття. Згодом, у 1520 році Нюрнберзький збройовик Коттер поліпшив цю технологію. І хоча до середини XVI століття технологія вже була більш-менш відпрацьована, вона не отримала значного поширення аж до XIX століття.

## Нарізи
Нарізи в стволі надають кулі обертання, що позитивно позначається на стабільності її польоту і точності стрільби. Крок нарізів є одним з основних параметрів ствола — це відстань, за яку куля робить один повний оберт навколо своєї осі. Вимірюється ця відстань у дюймах або міліметрах. У гвинтівок AR-15, наприклад, один з найпопулярніших є армійський крок — це 1:7, тобто куля робить повний оберт за 7 дюймів.
У більшості стволів крок нарізів постійний, але в деяких випадках його поступово зменшують, або навпаки збільшують ближче до дульного зрізу. Виготовлення ствола із кроком нарізів, що поступово збільшується, коштує дорожче за постійний.
Кроки нарізів ствола можуть різнитись за довжиною, діаметром, формою і швидкістю польоту тієї чи іншої кулі.
Найпоширеніші способи нанесення нарізів у каналі ствола:
- ротаційне кування — у канал ствола вводиться оправка зі зворотним профілем нарізів, а молотки верстата поступово стискають метал ствола навколо неї;
- дорнування — у ствол з великим зусиллям вводиться дорн (пуансон), який формує нарізи;
- протягування — через канал ствола протягують ріжучий інструмент із повним профілем нарізів, який формує всі нарізи одночасно;
- стругання — через канал ствола декілька разів протягують ріжучий інструмент поступово формуючи профіль нарізів.

Також нарізи в каналі ствола можуть бути виконані за допомогою методу електрохімічної обробки. Ця технологія забезпечує нарізи стабільної геометрії і високоточних розмірів по довжині ствола. Цю технологію використовують, зокрема, у КБАО для виготовлення гармат.
Форма нарізів може бути різна у тому числі прямокутна, трапецевидна, скруглена, сегментна, полігональна і т. д.
Інколи для гладкоствольної зброї використовують овально-гвинтову сверловку — так звану сверловку Ланкастера.

## Легальний статус

### Україна
Законодавчо порядок виготовлення, придбання, зберігання, обліку, перевезення та використання вогнепальної зброї в Україні не регулюється.
В своїй більшості збройові магазини і власники зброї послуговуються наказом МВС № 622 від 21 серпня 1998 року як єдиним регулюючим документом в цій галузі, хоча правова сила даного наказу є спірною. Відповідно до цього наказу можливість придбання мисливської гладкоствольної зброї та основних частин до неї мають громадяни України, які досягли 21-річного віку. Кількість зброї, яку може мати громадянин України, не обмежена, однак власник зброї повинен забезпечити її безумовну схоронність.
Згідно з наказом (станом на 25 серпня 2020 року), мисливська вогнепальна зброя — вогнепальна зброя, що відповідає вимогам, установленим до мисливської зброї технічним регламентом, а за його відсутності — національним (галузевим) стандартам.
Визначено вимоги до довжини ствола мисливської зброї: для нарізної зброї має становити більше 200 мм, а для гладкоствольної — не менше 450 мм.
У разі якщо приклад складаний, загальна довжина зброї вимірюється в складаному стані, крім випадків, коли зброя із складаним прикладом нездатна здійснити постріл. Загальна довжина зброї або її ствола включає всі частини зброї або ствола, які неможливо відокремити від зброї або ствола без використання спеціальних інструментів.
Для одержання дозволу для осіб, яким видано паспорт громадянина України з безконтактним електронним носієм, потрібно надати копію паспорта та витягу з Єдиного державного демографічного реєстру щодо реєстрації місця проживання.